# فیلیپ

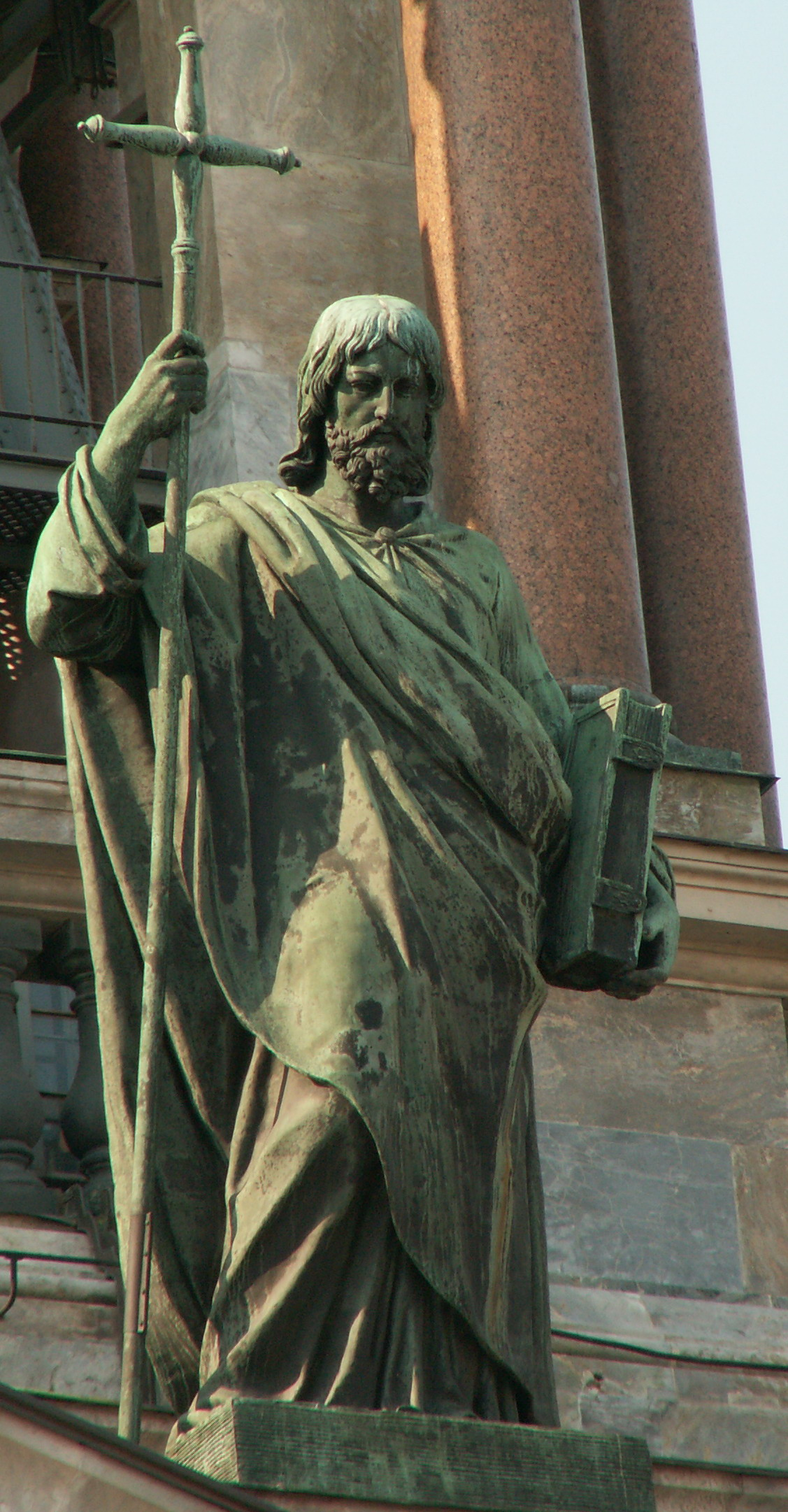
مجسمهٔ فیلیپ در شهر سن پترزبورگ

فیلیپِ قدّیس یکی از حواریون عیسی مسیح بود. او برای تمام مسیحیان مورد احترام است و در کشورهای مسیحی یک روز به او اختصاص دارد که جزء اعیاد مسیحیان نیز محسوب می‌شود. تا سال ۱۹۵۵ کلیسای کاتولیک رم، روز اول ماه مه را به فیلیپ قدیس اختصاص داده بود، اما پاپ پیوس دوازدهم آن را به روز ۱۱ می‌تغییر داد. اما کلیسا در سال ۱۹۶۹ این روز را به روز ۳ می‌انتقال داد و تا امروز نیز پابرجا هست. کلیسای ارتدکس ۱۴ نوامبر را به فیلیپ اختصاص داده‌است.
به او یک انجیل منتسب است. انجیل فیلیپ، یک انجیل اپوکریفا است.

## خانواده فیلیپ
وی در یک خانوادهٔ یهودی متولد شد که در ایالت جلیل در شهر بیت صیدا زندگی می‌کردند. مادرش بیوه بود و خواهری به نام مریم داشت که بعد از فیلیپ به عیسی ایمان آورد.

## ایمان آوردن فیلیپ
بر اساس روایات، در زمان مسافرت  عیسی مسیح به بیت صیدا، او به عیسی مسیح ایمان آورد و بعد از آندریاس و پطرس سومین نفری بود که پیرو مسیح شد.
در انجیل فیلیپ آمده: وقتی ما یهودی بودیم، تنها مادر داشتیم؛ ولی با ایمان آوردن به مسیح، صاحب پدری واقعی شدیم.

## مرگ وی
پس از عروج عیسی مسیح به آسمان، او به همراه خواهرش مریم و برتولما (یکی از حواریون)، برای تبلیغ مسیحیت به آسیای صغیر و یونان سفر کرد. فیلیپ در شهرها علاوه بر موعظه کردن، به درمان بیماران نیز می‌پرداخت.
او با ورود به شهر هیراپولیس (واقع در ترکیه امروزی)، مردم بت‌پرست آن شهر را به پیروی از عیسی مسیح فرا خواند. او در انجام این کار آنقدر موفق بود که حتی همسر حاکم شهر هیراپولیس نیز مسیحی شد. حاکم شهر، به دلیل ترس از قدرت گرفتن مسیحیان، دستور بازداشت فیلیپ و برتولما را صادر کرد. سربازان، آنها را دستگیر و سپس مصلوب نمودند، برتولما به طور معجزه آسایی از این حادثه زنده ماند.
اما فیلیپ بر بالای صلیب جان خود را از دست داد. مرگ او، به اعتقاد مورخین سال ۸۰ میلادی بوده‌است.

## انجیل فیلیپ
انجیل منتسب به فیلیپ، یک انجیل اپوکریفا است و در سال ۱۹۴۵ میلادی توسط باستان شناسان در نجع حمادی مصر پیدا شد و به زبان قبطی نوشته شده‌است. به عقیدهٔ کارشناسان، قدمت این انجیل به سالهای ۱۵۰ تا۳۰۰ میلادی بر می‌گردد. در این انجیل از ادبیات هنرمندانه ای استفاده شده و استفاده از تمثیل‌های فراوان باعث توجه بسیاری به این انجیل گردیده‌است.
انجیل منتسب به فیلیپ، از اناجیل بحث‌برانگیز بوده که کلیسای رم آن را به رسمیت نمی‌شناسد. در این انجیل بیان شده که حضرت عیسی دارای پدری واقعی بوده و مریم نیز باکره نبوده‌است (هر چند بر عصمت مریم مقدس تأکید شده). در انجیل فیلیپ آمده:
بعضی گفتند مریم، توسط روح القدس باردار شد. آنها در اشتباه هستند. آنها نمی‌فهمند چه می‌گویند.
با اینکه کلیسای کاتولیک رم، این انجیل را رد می‌کند اما در انجیل یوحنا فصل ۱ آیه ۴۵ (مورد تأیید کلیسا)، فیلیپ، عیسی را پسر یوسف می‌خواند. انجیل فیلیپ به زبان‌های مختلفی ترجمه شده‌است.